# Zgodovina italijanskih renesančnih kupol
Italijanske renesančne kupole so bile oblikovane v obdobju renesanse 15. in 16. stoletja v Italiji. Z začetkom v Firencah se je slog razširil v Rim in Benetke ter je kombinacijo kupol, tamburjev in banjastih obokov naredil standardne strukturne oblike.
Pomembni arhitekti v času italijanske renesanse so bili Filippo Brunelleschi, graditelj kupole v Firencah, Donato Bramante, Andrea Palladio in Michelangelo, oblikovalec kupole bazilike sv. Petra v Vatikanu.

## 15. stoletje

### Firenška stolnica
Po letih razmišljanja o možnostih sta leta 1420 Filippo Brunelleschi in Lorenzo Ghiberti postala skupna voditelja projekta izgradnje kupole za Firenško stolnico. Brunelleschijev načrt, da bo za delavce uporabil viseči oder, je zmagal nad alternativami, kot je gradnja začasnega nosilca iz kamna v središču prehoda ali zapolnitev prostora z zemljo. Osemkotni opečni obok kupole je bil zgrajen med letoma 1420 in 1436, Ghiberti pa je leta 1433 odstopil. Strešna lanterna nad kupolo, ki jo je tudi  zasnoval Brunelleschi, se je začela graditi šele leta 1446, po njegovi smrti. Dokončana je bil leta 1467. Načrtoval je tudi, da bo na vrhu bobna zgrajena dvonadstropna zunanja galerija in venec, kjer je danes viden trak neobloženega zidu. Čeprav je bil del zgrajen na jugovzhodni strani od leta 1508, se je delo ustavilo, potem ko je Michelangelo kritiziral vizualni učinek.
Kupola je široka 42 metrov in je sestavljena iz dveh lupin. Med njima se vije stopnišče. Osem zunanjih reber iz belega kamna označuje robove osmih stranic poleg strehe iz rdečih ploščic in sega od dna kupole do dna kupole. Vsaka od osmih strani kupole skriva tudi par vmesnih kamnitih reber, ki so povezana z glavnimi rebri s pomočjo vrste zidanih obročev. Začasen lesen napenjalni obroč še vedno obstaja pri dnu kupole. Tri vodoravne verige blokov peščenjaka, zarezane skupaj in ojačane s svinčevimi prevlekami iz železa, prav tako raztezajo celoten obseg kupole: ena na dnu (kjer radialne opornice iz te verige štrlijo navzven), ena na tretjini poti navzgor in ena dve tretjini poti navzgor. Na notranji kupoli so opazili le štiri večje razpoke, v primerjavi s približno štirinajstimi na kupolah Panteona in bazilike svetega Petra.
Čeprav se zasnova kupole zelo razlikuje od zasnove Panteona in ni jasno, kakšni so bili vplivi, ima nekaj podobnosti s prejšnjimi in manjšimi opečnimi kupolami v Perziji. Uporaba vzorca ribje kosti v opeki je omogočila, da so kratki vodoravnih odsekov plasti kupole zaključeni kot samonosilne enote. Z višino več kot 32 metrov ostaja največja zidana kupola doslej. Kupola sama po sebi ni renesančna, čeprav je lanterna bližje.{sfn|Frankl|Crossley|2000|p=213}}

### Struktura in slog
Kombinacija kupol, tamburjev, pendantivov in banjastih obokov se je razvila kot značilna strukturna oblika velikih renesančnih cerkva po obdobju inovacij v poznem 15. stoletju. Firence so bile prvo italijansko mesto, ki je razvilo nov slog, sledil je Rim, nato Benetke. Od konca 15. stoletja so imeli v Milanu prednost polkrožni loki, vendar so bile okrogle kupole zaradi strukturnih težav manj uspešne v primerjavi s tistimi s koničastimi profili.

#### Firence
Primeri iz Firenc so večinoma iz zgodnje renesanse, v 15. stoletju. Mesta na vplivnem območju Firenc, kot so Genova, Milano in Torino, so večinoma dobila primere pozneje, od 16. stoletja dalje. Brunelleschijeve kupole v sv. Lovrencu in kapela Pazzijev so jih uveljavile kot ključni element renesančne arhitekture. Njegov načrt za kupolo kapele Pazzijev v firenški baziliki Santa Croce (1430–52) ponazarja renesančno navdušenje nad geometrijo in krogom kot najvišjo obliko geometrije. Dvanajst reber med dvanajstimi okroglimi okni se zbira na majhnem okulusu. Krožna kupola počiva na pendantivih okrašenih s krožnimi medaljoni iz florentinske keramike. Ta poudarek na geometrijskih osnovah bi bil zelo vpliven. Kupola Certosa di Pavia (1396–1473) ima obliko rebrastega ali zašiljenega kolesa. Kupola San Sisto na [[Piacenza|Piacenzi]g (1499–1514) je krožna in vključuje tudi pendantive s krožnimi medaljoni. Drug zgodnji primer je Giuliana da Sangalla oblikovanje kupole iz leta 1485 na cerkvi Santa Maria delle Carceri v Pratu. Tako kot pri kapeli Pazzijev je kupola rebrasta. Druga renesančna kupola z rebrastim ali zobljenim kolesom je kupola Madonna di Campagna v Piacenzi (1522–1528).

#### Rim
De re aedificatoria, ki jo je napisal Leon Battista Alberti in posvetil papežu Nikolaju V. okoli leta 1452, priporoča oboke s kasetami za cerkve, tako kot v Panteonu, običajno pa mu pripisujejo prvo zasnovo kupole v baziliki svetega Petra v Rimu, čeprav je zapisan arhitekt Bernardo Rossellino. V času papeža Nikolaja V. se je med letoma 1451 in 1455 začela gradnja prizidka stare bazilike svetega Petra, da bi ustvarili tloris latinskega križa s kupolo in lanterno visoko 100 braccia čez prehod širine 44 braccia (približno 24,5 metra). Nekaj več kot temelji in del kornih zidov ni bilo dokončanih, preden so se dela ustavila s smrtjo Nikolaja V. Ta inovacija bi dosegla vrhunec v Bramantejevih projektih 1505–6 za povsem novo baziliko svetega Petra in v 16. stoletju je renesančni nabor kupola in banjast obok izpodrinili uporabo gotskih rebrastih obokov.

#### Benetke
Beneška renesančna arhitektura, morda zamujena zaradi politične neodvisnosti Benetk, se je pomešala z obstoječo beneško arhitekturno tradicijo vzhodnega vpliva. Pietro Lombardo je zasnoval cerkev Santa Maria dei Miracoli (1481–89) s kupolo nad zakristijo. Zidana kupola na plitkem bobnu in pendantivih je pokrita z višjo zunanjo leseno kupolo z lanterno. Očiten je bizantinski vpliv v vrsti treh kupol nad ladjo in prečkanju cerkve San Salvador, ki sta jo med letoma 1506 in 1534 zgradila Giorgio Pietro Spavento in Tullio Lombardo.

## 16. stoletje

### Bramante
Tempietto, majhno kupolasto stavbo po vzoru templja Veste, je leta 1502 zgradil Bramante v samostanu San Pietro in Montorio v spomin na mesto mučeništva svetega Petra. Od takrat je navdihnil številne kopije in priredbe, vključno z Radcliffe Camera, mavzolejem na gradu Howardu in kupolami bazilike svetega Petra, stolnice sv. Pavla, Pantéona in Kapitolom glavnega mesta ZDA.
Bramantejeva prvotna zasnova za obnovo bazilike svetega Petra je bila za tloris grškega križa z veliko osrednjo polokroglo kupolo in štirimi manjšimi kupolami okrog nje v kvinkusu. Dela so se začela leta 1506 in se nadaljevala pod naslednjimi gradbeniki v naslednjih 120 letih. Bramantejev projekt za svetega Petra označuje začetek premika gotskega rebrastega oboka s kombinacijo kupole in banjastega oboka.  Predlagani navdihi za Bramantejev načrt so segali od nekaterih skic Leonarda da Vincija do bizantinske cerkve v kvinkusu in kupole milanske bazilike sv. Lovrenca.  Do leta 1512 je dokončal štiri masivne osrednje stebre in loke, ki jih povezujejo, toda razpoke v lokih so zaznali med letoma 1514 in 1534, verjetno zaradi posedanja. Dva vzhodna slopa počivata na trdnem laporju in glini, druga dva pa na ostankih starejše rimske gradnje. Dejstvo je, da so slopi in oboki ostali nepopolni, medtem ko je bila gradnja ustavljena več kot 30 let.

### Michelangelo
Kapelo Medičejcev v Firencah je zasnoval Michelangelo in je bila zgrajena med letoma 1521 in 1534. Vsebuje grobnice Giuliana in Lorenza de' Medicija.
Michelangelo je podedoval projekt oblikovanja kupole bazilike svetega Petra leta 1546. Prej je bil v rokah Bramanteja (z Giulianom da Sangallom in Fra Giovannijem Giocondom) do leta 1514, Rafaela (pomagala sta mu Giuliano da Sangallo in Fra Giovanni Giocondo ) do leta 1520 in Antonio da Sangallo mlajši (z Baldassarjem Peruzzijem), čigar delo je leta 1527 ovirala opustošenje Rima. Zasnovo je Giuliano da Sangallo spremenil iz polokrogle v 9 metrov višjo, segmentno in rebrasto, okrepil pa je slope in dokončal gradnjo pendantivov.
Michelangelo je preoblikoval kupolo, tako da ima dve lupini, večinoma opečno notranjo strukturo in tri železne verige, ki se upirajo zunanjemu pritisku. Njegova kupola je bila spodnja, polkroglasta oblika. Dodatno je okrepil slope z odpravo niš v njih in notranje spiralno stopnišče. Michelangelo je od papeža Julija III. prejel odlok, ki je grozil z prepovedjo vsakomur, ki bi spremenil njegovo zasnovo, do maja 1558 dokončal gradnjo baze za tambur in od novembra 1558 do decembra 1561 ustvaril podroben leseni model. Gradnja tamburja je bila dokončana nekaj mesecev po njegovi smrti leta 1564. Šestnajst parov stebrov štrli med šestnajst oken v tamburju, da delujejo kot oporniki, in so poravnani s šestnajstimi rebri kupole in parnimi stebri lanterne. Umetnik in kipar, namesto inženir, Michelangelo ni ustvaril popolnih inženirskih načrtov za kupolo, njegov model pa ni imel gradbenih podrobnosti. Kupolo bazilike svetega Petra sta pozneje zgradila Giacomo della Porta in Domenico Fontana. 

### Ovali
Objava razprave Sebastiana Serlia, ene izmed najbolj priljubljenih arhitekturnih razprav, ki je bila kdaj koli objavljena, je bila odgovorna za širjenje ovala v pozni renesančni in baročni arhitekturi. Knjiga I. (1545) o geometriji je vključevala tehnike ustvarjanja ovalov, knjiga V. (1547) o arhitekturi pa oblikovanje ovalne cerkve.  Prva cerkev z ovalno kupolo v obdobju renesanse je bila Sant'Andrea na Via Flaminia, ki jo je od 1550 do 1554 zgradil Vignola. Uporaba ovalne kupole se je nato hitro razširila po Italiji, Španiji, Franciji in srednji Evropi. Takšne kupole so omogočile sintezo dveh temeljnih cerkvenih tipov, vzdolžnega in osrednjega tlorisa in soi postale značilne za baročno arhitekturo in protireformacijo. Cerkev Sant'Anna dei Palafrenieri (ok. 1568–1575), ki jo je zasnoval Vignola, dokončal pa jo je njegov sin Giacinto Barozzi, je bila prva cerkev z ovalno kupolo nad ovalnim tlorisom.

### Palladio
Vilo Capra, znana tudi kot "La Rotunda", je zgradil Andrea Palladio od 1565 do 1569 v bližini Vicenze. Njegov zelo simetričen kvadratni tloris se osredotoča na okroglo sobo, prekrito s kupolo in se je izkazal za zelo vplivnega na jurijevske arhitekte iz 18. stoletja v Angliji, arhitekte v Rusiji in arhitekte v Ameriki, med njimi Thomas Jefferson. Palladijevi dve kupolasti cerkvi v Benetkah sta Il Redentore (1577–92) in San Giorgio Maggiore (1565–1610), prva zgrajena v zahvalo za konec hudega izbruha kuge v mestu.

### Bazilika sv. Petra
Papež Sikst V. je leta 1588 imenoval Giacoma della Porta in Domenica Fontano za začetek gradnje kupole bazilike svetega Petra po Michelangelovem modelu. Naredili so spremembe v njegovi zasnovi, ki so po ocenah zmanjšale natezne napetosti v kupoli za 40 %, vključno z redčenjem dveh lupin pri vrhu, zmanjšanjem debeline in zunanje štrline reber, dviganjem tamburja za 4,8 metra in spreminjanjem oblike kupole. Giacomo della Porta je zaradi strukturnih razlogov vztrajal pri vertikalno eliptičnem profilu kupole bazilike svetega Petra, gradnja pa se je začela junija 1588. Kupola je bila dokončana do podnožja lanterne maja 1590, nekaj mesecev pred smrtjo papeža Siksta V. Lanterna in svinčeni pokrov za kupolo so bili dokončani pozneje, medeninasta krogla in križ pa dvignjena leta 1592.
Lanterna je visoka 17 metrov, kupola pa 136,57 metra od podnožja do vrha križa. Ogivalna kupola je bila zgrajena s 16 rebri in notranjim premerom 42,7 metra. Začne se nad tamburjem in podstrešjem (okrasni trak nad bobnom), ki sta visoka približno 18 metrov. Dve lupini kupole sta opečni in vsaka ima na dnu kupole debelino približno 1,19 metra. Ker se školjke med dvigovanjem ločita, je kupola v celoti debela 2,7 metra. Šestnajst reber povezuje dve lupini skupaj in so iz kamna. Razširjena ladja Carla Maderna, zgrajena med letoma 1609 in 1614, je vključevala oboke, pokrite z ovalnimi kupolami z lučkami.
Razpoke v kupoli so bile opažene že leta 1603, ko so bili dokončani mozaiki, ki pokrivajo notranjost kupole, po letu 1631 in leta 1742 pa so bile zabeležene dodatne razpoke. Luigi Vanvitelli je okoli kupole v letih 1743-44 dodal še pet obročev. Železne verige, vključene v zasnovo, ki zadržujejo bočni pritisk kupole, je bilo treba od njene izgradnje desetkrat zamenjati. Poročilo Giovannija Polenija o stanju kupole iz leta 1748, napisano kot odgovor na opaženo razpokanje, je predvidelo varen izrek z izrecno navedbo, »da je mogoče stabilnost konstrukcije nedvoumno določiti, če je mogoče dokazati, da potisna črta v celoti leži v zidu«. Njegovo opazovanje razpok v zunanji lupini ob rebrih so računalniški modeli v zadnjem času pripisali težki lanterni.